# Barde (druidisme)
Pour les articles homonymes, voir Barde.

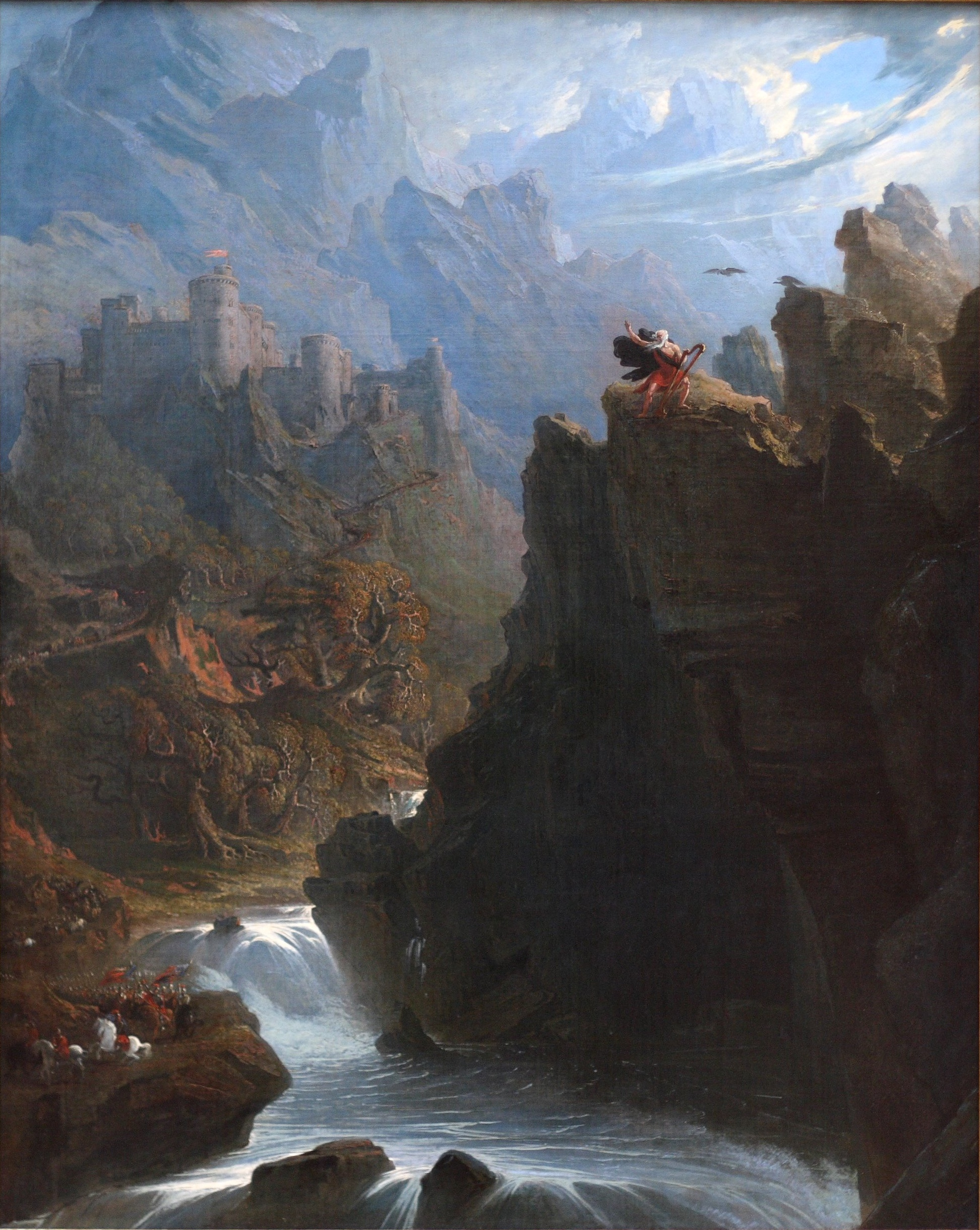
Le Barde, tableau de John Martin (1817).

Dans la civilisation celtique de l'Antiquité, le barde est un lettré et un fonctionnaire qui tient une place prépondérante dans la société en perpétuant la tradition orale. Il appartient à la classe sacerdotale, de même que les druides et les vates / ovates. Il se retrouve dans tout le domaine celtique : bardos en gaulois, bard en irlandais, bardd en gallois, barzh ou barth en breton et en cornique. 
Dans la culture gaélique moderne, le barde est un poète qui compose des poésies ou des chants en gaélique.

## La société celtique
Les sources grecques et romaines, complétées et enrichies par les récits mythologiques irlandais du Moyen Âge, contribuent à révéler la structure de la société celtique. Celle-ci, conformément au système tripartite des peuples indo-européens décrit par Georges Dumézil, se compose de trois classes aux fonctions bien définies :   
- La classe sacerdotale qui possède le Savoir et fait la Loi ; elle administre le sacré et le religieux ;
- La classe guerrière qui gère les affaires militaires sous le commandement du roi ;
- La classe des producteurs (artisans, agriculteurs, éleveurs, etc.) qui doit subvenir aux besoins de l’ensemble de la société, en priorité ceux des deux autres classes.

## La classe sacerdotale
- Le mot druide est un terme générique qui s’applique à tous les membres de la classe sacerdotale, dont les domaines d’attribution sont la religion, le sacrifice, la justice, l’enseignement, la poésie, la divination, etc. Au sein de cet ensemble, on peut distinguer trois catégories. Une première catégorie s’occupe plus particulièrement de la « théologie ».

- Le vate est un devin. Cette deuxième catégorie s’occupe plus particulièrement du culte, de la divination et de la médecine. Les femmes participent à cette fonction de prophétie (telles les Gallisenae de l'Île-de-Sein).

- Le barde, constituant la troisième catégorie, est spécialisé dans la poésie orale et chantée. Son rôle est de faire la louange, la satire ou le blâme.

## Le rôle du barde

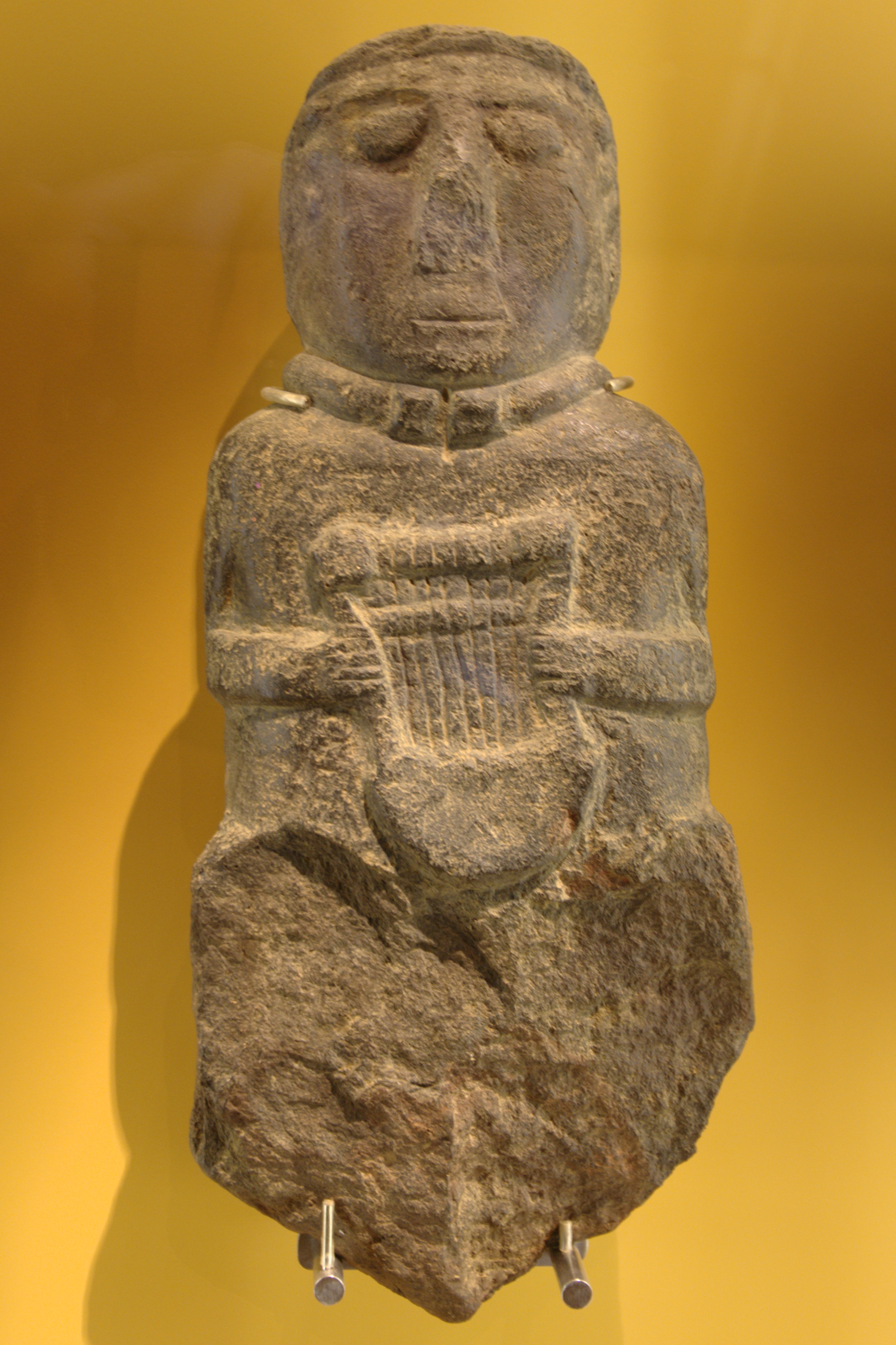
Statue d'un barde gaulois datée du second âge du fer.

Appartenant à la classe sacerdotale, le barde est un druide qui, dans la hiérarchie, vient en second rang derrière les « théologiens ». Ses fonctions sont donc obligatoirement religieuses pour des domaines qui de nos jours relèvent du profane. Ses spécialisations principales sont : l’histoire et généalogie (lignage des souverains et des familles nobles), la poésie (mythologie et épopées), la louange, la satire et le blâme (gouvernement de la société). La musique et le chant étant les arts de leur fonction. Son vêtement rituel est typiquement la saie (longue tunique bleue), un voile en forme de demi-cercle, un bandeau de tête et un pectoral (disque de bois gravé et percé de part en part).
Le barde a survécu jusqu’au Moyen Âge[réf. nécessaire], puis son rôle s’est considérablement altéré pour n’être plus que celui d’un poète de cour, d’un conteur, sans connotation religieuse et sacrée.

## Le «file» en Irlande
En Irlande, le file (pluriel filid) est le druide qui a pris le plus d'importance. Le sens du mot est "voyant", il est synonyme de « poète » avec le sens sacré inhérent à son rôle et aux pratiques magiques et divinatoires. 
D'après les textes de la littérature médiévale, consacrés à l’Antiquité celtique, le file assume les fonctions de voyant, de devin, de magicien, d'historien, de satiriste et de juge. Hiérarchiquement, il est plus élevé que le barde et ses pouvoirs sont plus étendus. De plus il maîtrise l'écriture oghamique. Cette catégorie druidique était ouverte aux femmes, puisque l'on rencontre des bàn-file (femme-poète) et des bàn-fhàid (femme-prophète). Le file pratique notamment la geis, une incantation magique qui induit une obligation ou un interdit et le glam dicinn, une malédiction qui provoque l'éruption de trois furoncles sur le visage de la victime, puis la mort.

### Hiérarchie des filid
Hiérarchie des filid (par ordre décroissant) :
1. Ollam (Ollamh en irlandais contemporain) est le rang le plus élevé, ce file est qualifié pour répondre à toute question, il doit connaître plus de trois cent cinquante récits. Le nom a le sens de « docteur », c'est-à-dire d'érudit.
2. Anrad, le sens du nom est « poète de second rang » et aussi de « champion ».
3. Cli signifie « pilier » mais aussi « pommier » dont le fruit est le symbole de la connaissance.
4. Cana aurait le sens de « chanteur ».
5. Dos est un poète en troisième année d'étude, le nom signifierait « buisson ».
6. Mac fuirmid est un poète en deuxième année d'étude, signifie « effort ».
7. Fochlocon, ce file subalterne doit savoir parfaitement trente récits.
8. Taman signifie « tronc d’arbre », c'est un file qui commence son apprentissage.
9. Oblaire premier grade de la hiérarchie, le nom est en relation avec la pomme et du savoir qu’il n'a pas encore.

## Dans la fiction
- Dans la bande dessinée Astérix, Assurancetourix, créé en 1959 par René Goscinny et Albert Uderzo, est le barde du village, au chant catastrophique.
- Le barde est une classe de personnage dans les séries de jeu de rôle Donjons et Dragons (voir Barde (Donjons et Dragons) (en)) et Pathfinder.
- Bard est le nom d'une pentalogie littéraire par Keith Taylor (en) (1981 – 1991).
- Bard: The Odyssey of the Irish (en) est un roman de fantasy historique par Morgan Llywelyn (en) (1984).
- The Bard's Tale est une série de jeu vidéo conçu et programmé par Michael Cranford (en) (1985).
- Jaskier (pl) est un barde de la saga littéraire Le Sorceleur par Andrzej Sapkowski (1986 – 2013), aussi présent dans son adaptation en série télé The Witcher créée par Lauren Schmidt Hissrich(2019 – en production).
- Les Contes de Beedle le Barde, livre pour enfants par J. K. Rowling (2008), issu du monde de Harry Potter.

## Sources et bibliographie
- Gwenc'hlan Le Scouëzec, Les Druides des origines et de l'Empire romain, Éditions Beltan, 2001.  (ISBN 2-95164-540-6)
- Anonyme, Le Dialogue des deux sages, texte mythologique traduit de l'irlandais et présenté par Christian-J. Guyonvarc'h, Bibliothèque scientifique Payot, Paris, 1999,  (ISBN 2-228-89214-9)